# Hans Günther Adler
Hans Günther Adler, född 2 juli 1910 i Prag, död 21 augusti 1988 i London, var en tjeckoslovakisk-brittisk författare och poet. Adler, som var förintelseöverlevare, har bland annat skildrat judarnas liv i koncentrationslägret Theresienstadt.

## Biografi
År 1941 greps Adler av nazisterna och internerades i ett arbetsläger, innan han och hans familj den 8 februari 1942 fördes till Theresienstadt. I lägret hade han bland annat städning och byggnadsunderhåll som uppgifter. Hans hustru Gertrud, som var läkare, förestod lägrets sjukvårdsavdelning. Efter drygt två och ett halvt år, den 14 oktober 1944, deporterades Adler med sin hustru och hennes mor till Auschwitz. De båda kvinnorna gasades samma dag, medan Adler två veckor senare anlände till Niederorschel, ett av Buchenwalds satellitläger. Adler befriades den 13 april 1945. Han förlorade sina föräldrar och sexton andra familjemedlemmar i Förintelsen.